# Артемида Пирейская
Артемида Пирейская — две бронзовые статуи Артемиды неизвестных авторов, найденные в Пирее в 1959 году, обе также имеющие название — Артемида из Пирея (имея разные буквенные обозначения — А и Б).

## История и описание
Вместе с этими статуями были найдены и другие произведения античности: большая театральная маска (возможно, в честь Диониса), мраморные статуэтки и гермы. В скрытом тайнике также были обнаружены две другие статуи, включая бронзового Аполлона Пирейского. Все скульптуры в настоящее время экспонируются в Археологическом музее Пирея.
Среди учёных нет единого мнения о происхождении найденных произведений. Возможно это был тайник с ценностями, которые захватил древнеримский военачальник Луций Корнелий Сулла когда разграбил Пирей в 86 году до н. э. Вполне возможно, что все эти бронзовые культовые статуи происходят из одного святилища, прежде чем его коллекция могла быть перевезена в Пирей. Два изображения Артемиды и одно изображение Аполлона, предположительно, могли быть с острова Делос.
Обе статуи Артемиды считаются эллинистическими из-за прически и позы, обе представляют пышнотелую Артемиду в длинных одеждах, покрывающих их до ног.
| Статуя | Описание |
| ------ | --- |
|        | Артемида Пирейская А - Поздняя классика, вторая половина IV в. до н. э. - Высота: 1,94 метра Ремень колчана для стрел проходит по диагонали через правое плечо фигуры под её левой рукой. Со стороны спины на ремне есть след свинцового припоя, которым он был прикреплен к телу статуи. Другой ремень проходит по телу симметрично первому. В левой руке находился лук. Есть также два маленьких бронзовых остатка от патеры, которую она держала в поднятой правой руке. Эта композиция является одной из тех, в которых Артемида и Аполлон часто изображались в греческом искусстве. Фигура богини изображена в стиле древнегреческого скульптора Поликлета, опирающаяся в основном на правую ногу, оставляя левую ногу согнутой и шагающей в сторону. Её голова также наклоняется в сторону, что автор книги «Greek Monumental Bronze Sculpture» Кэролайн Хаузер (Caroline Houser) интерпретирует как способ создания иллюзии одушевленной статуи. На Артемиде находится пеплос из цельного куска ткани, ниспадающий складками вокруг тела. Платье складывается на плечах, свисая вдвое до бедер и удерживаясь специальной драпировкой. Видны пальцы ног в сандалиях, однако их ремешки утеряны, так как были отлиты отдельно. Черты статуи чрезвычайно тонки и также отлиты отдельно от остальной части бронзовой статуи. Губы богини сделаны из медно-розового камня, они частично обнажают зубы, сделанные из белого мрамора. Её волосы уложены в прическу, разделены на равные части, скручены и убраны назад, а затем заплетены в две косы и закручены вокруг макушки. |
|        | Артемида Пирейская Б - Ранний эллинистический период (возможно, с I по III век до н. э.) - Высота: 1,55 метра Неизвестный греческий скульптор взял за основу традиционную форму богини и переделал её, в результате чего получилась фигура с узнаваемым, но оригинальным дизайном. Эта статуя — наименее хорошо сохранившаяся из всех, найденных в Пирейском тайнике: бронза слегка осыпалась, другие части полностью отделились, поэтому правая сторона её головы слегка обезображена. Если Артемида А похожа на работу Поликлета, то Артемида Б явно имеет признаки работы Праксителя. В отличие от первой статуи, здесь Артемида поворачивается более резко вправо, её голова наклонена и сфокусирована в направлении вытянутой правой руки. Она также создает для зрителя реальное ощущение движения. Её левая рука расположена так, чтобы держать лук, как и в случае с Артемидой А, бронзовый круг, прикрепленный к её большому пальцу, указывает на то, что тоже держала какой-то сосуд в правой руке. На скульптуре вместо двух ремней, как на груди Артемиды А, имеется только один ремень пересекающий правое плечо фигуры и проходящий под её левой рукой, поддерживая колчан. Сам колчан был отлит отдельно от главной части статуи крепился к ней позже. Ремень колчана тщательно продуман, он украшен меандром и рисунком с серебряной инкрустацией. Богиня носит пояс вокруг талии, который завязан узлом спереди. Узел был отлит отдельно от туловища из чеканной бронзы. Эта Артемида также носит пеплос, который находится поверх юбки. Также имеется свёрнутый плащ, который оборачивается вокруг её правого плеча, и, проходя через спину, свисает с её левого бедра. Артемида Б имеет такую же эллинистическую прическу, похожую на прическу Артемиды А, хотя завитки её волос лежат на голове несколько выше первой. |